# Tindfjallajökull

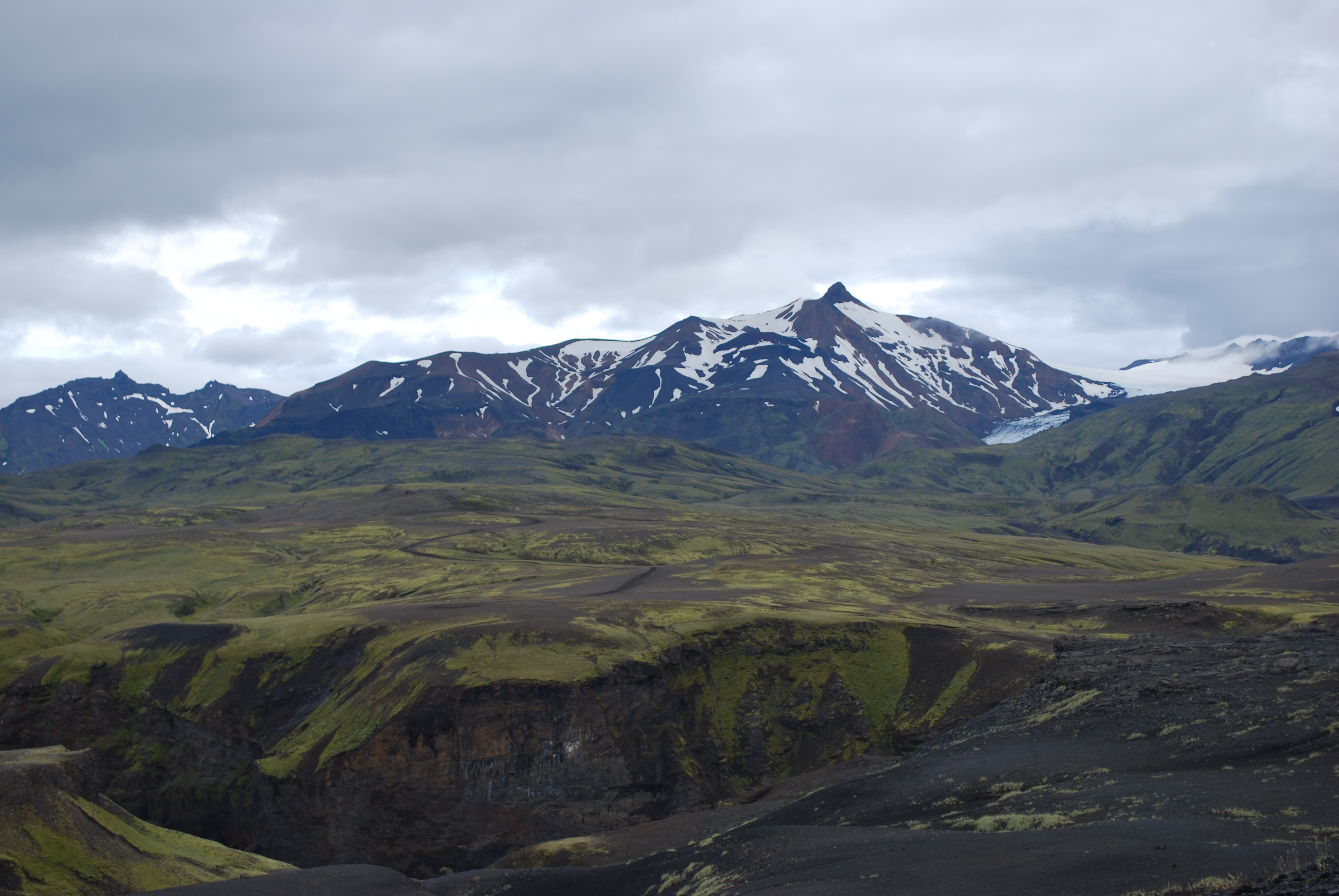
El glaciar Tindfjallajökull.

Tindfjallajökull es el nombre del glaciar del monte Tindfjöll (i. e. monte con punta), en la región de Suðurland, al sur de Islandia

## Características
El Tindfjallajökull está ubicado en la cima de estratovolcán dormido (la última erupción sucedió en el Holoceno) con 54.500 años de antigüedad, cuya caldera, cubierta de hielo, tiene un diámetro de 5 kilómetros. El glaciar tiene una extensión de 19 km². Ýmir es su cima más alta, con 1.462 m s. n. m. toma su nombre del arquetipo de los gigantes del hielo de la mitología nórdica. Muchos ríos bajan por su flanco, los cuales alimentan los cauces del Ranga y el Markarfljot.